# Emergenz (Botanik)
Als Emergenzen bezeichnet man in der Botanik vielzellige Auswüchse an Organen, an deren Bildung auch Gewebe unterhalb der Epidermis beteiligt ist. Sie sind generell vielzellig und können in ihrer Größe Trichome deutlich übertreffen. Sie sind ausgesprochen vielgestaltig, die Formen reichen von der Ausbildung von Stacheln bis hin zu nach innen wachsenden Emergenzen, die zum Beispiel als Saftschläuche bei den Zitrusfrüchten das Fruchtfleisch bilden.

## Quelle
- Peter Sitte, Elmar Weiler, Joachim W. Kadereit, Andreas Bresinsky, Christian Körner: Lehrbuch der Botanik für Hochschulen. Begründet von Eduard Strasburger. 35. Auflage. Spektrum Akademischer Verlag, Heidelberg 2002, ISBN 3-8274-1010-X.